# Clive McCay
Clive Maine McCay (* 21. März 1898 in Winamac, Indiana; † 8. Juni 1967 in Englewood (Florida)) war ein US-amerikanischer Biochemiker und Gerontologe.

## Leben
Clive McCay studierte Biochemie an der University of Illinois, wo er 1920 seinen BA erhielt. Seinen Master machte 1923 er am Iowa State College in Iowa. An der University of California wurde er 1925 zum Ph. D. promoviert. Danach folgten Studienaufenthalte in Yale (bei Lafayette B. Mendel) und Oxford. 1927 wurde er Assistant Professor für Tierernährung an der Cornell University. 1936 wurde er dort zum Professor für Ernährung. Im Juli 1927 heiratete er Jeanette Beyer, die nach seinem Tod eine Biografie über ihn verfasste. Er blieb bis zu seiner Pensionierung 1962 an der Cornell University in Ithaka. Am 8. Juni 1967 starb McCay nach langer schwerer Krankheit in seinem Haus in Englewood.

## Werk
Bekannt ist Clive McCay vor allem durch seine Versuche zur Kalorienrestriktion. Er entdeckte, dass Versuchstiere, die für ihre Ernährung eine deutlich reduzierte Energiezufuhr bekamen, signifikant länger lebten als ihre Artgenossen, die Nahrung in beliebiger Menge (ad libitum) aufnehmen konnten. Zunächst konnte er diesen Effekt an Nagetieren, später auch an Hunden nachweisen. McCay war Autor beziehungsweise Co-Autor von etwa 200 Veröffentlichungen.

## Veröffentlichungen (Auswahl)
- C. M. McCay: Reprint Size. In: Science 94, 1941, S. 415. PMID 17798236
- C. M. McCay und S. E. Smith: Tomato Pomace in the Diet. In: Science 91, 1940, S. 388–389. PMID 17773433
- A. M. Phillips und C. M. McCay: Hemoglobin Regeneration in Anemic Trout Fed Liver Fractions and Fly Maggots. In: Science 93, 1941, S. 355–356. PMID 17734548
- C. M. McCay und M. F. Crowell: Prolonging the Life Span. In: The Scientific Monthly 39, 1934, S. 405–414.
- C. M. McCay u. a.: The effect of retarded growth upon the length of the life span and upon the ultimate body size. In: J Nutr 79, 1935, S. 63–79.
- C. M. McCay u. a.: The effect of retarded growth upon the length of life span and upon the ultimate body size. In: Nutrition 5, 1935, S. 155–171. PMID 2520283
- C. M. McCay: Effect of Restricted Feeding Upon Aging and Chronic Diseases in Rats and Dogs. In: Am J Public Health Nations Health 37, 1947, S. 521–518. PMID 18016520
- C. M. McCay u. a.: Retarded growth, life span, ultimate body size and age changes in the albino rat after feeding diets restricted in calories. In: The Journal of Nutrition 18, 1939, S. 1–13. PMID 1095975
- C. M. McCay u. a.: Experimental prolongation of the life span. In: Bull N Y Acad Med 32, 1956, S. 91–101. PMID 13284491